# Batalha de Plattsburgh
A Batalha de Plattsburgh, também conhecida como Batalha do Lago Champlain, encerrou a invasão final dos estados do norte dos Estados Unidos durante a Guerra de 1812. Um exército britânico comandado pelo tenente-general Sir George Prévost e um esquadrão naval comandado pelo capitão George Downie convergiram para a cidade à beira do lago de Plattsburgh, que era defendida pelas milícias de Nova York e Vermont e destacamentos de tropas regulares do Exército dos Estados Unidos , todos sob o comando do Brigadeiro General Alexander Macomb e navios comandados pelo Mestre Comandante Thomas Macdonough.
O esquadrão de Downie atacou logo após o amanhecer de 11 de setembro de 1814, mas foi derrotado após uma dura luta em que Downie foi morto. Prévost então abandonou o ataque por terra contra as defesas de Macomb e retirou-se para o Canadá, afirmando que mesmo que Plattsburgh fosse capturado, quaisquer tropas britânicas ali não poderiam ser abastecidas sem o controle do lago.

Quando a batalha aconteceu, os delegados americanos e britânicos estavam se reunindo em Ghent, no Reino da Holanda, tentando negociar um tratado aceitável para ambos os lados para encerrar a guerra. A vitória americana em Plattsburgh e a defesa bem-sucedida na Batalha de Baltimore, que começou no dia seguinte e interrompeu os avanços britânicos nos estados do meio-atlântico, negou aos negociadores britânicos vantagem para exigir quaisquer reivindicações territoriais contra os Estados Unidos com base em Uti possidetis, ou seja, reter o território que detinham no final das hostilidades. O Tratado de Ghent, em que territórios capturados ou ocupados foram restaurados com base no status quo ante bellum, foi assinado três meses após a batalha.